# Nier Valley Woodlands SAC
Nier Valley Woodlands SAC este o arie protejată (arie specială de conservare — SAC, sit de importanță comunitară — SCI) din Irlanda întinsă pe o suprafață de 94,63 ha, integral pe uscat.

## Localizare
Centrul sitului Nier Valley Woodlands SAC este situat la coordonatele 52°16′25″N 7°38′36″W / 52.273512°N 7.643337°V.

## Înființare
Situl Nier Valley Woodlands SAC a fost declarat sit de importanță comunitară în ianuarie 2002 pentru a proteja un număr necunoscut de specii din flora spontană și fauna sălbatică aflate în arealul zonei. Situl a fost protejat și ca arie specială de conservare în noiembrie 2017.

## Biodiversitate
Situată în ecoregiunea atlantică, aria protejată conține 2 habitate naturale: Pajiști uscate europene, Păduri de stejar sesil bătrân cu Ilex și Blechnum în Insulele Britanice.
La baza desemnării sitului se află un număr nedeclarat de specii protejate.
Pe lângă speciile protejate, pe teritoriul sitului au mai fost identificate 1 specie de plante, 4 specii de mamifere.